# São José da Varginha
São José da Varginha is een gemeente in de Braziliaanse deelstaat Minas Gerais. De gemeente telt 4.070 inwoners (schatting 2009).

## Aangrenzende gemeenten
De gemeente grenst aan Esmeraldas, Fortuna de Minas, Onça de Pitangui, Pará de Minas en Pequi.